# IPad (thế hệ 3)
Thế hệ thứ ba của máy tính bảng iPad (thường được gọi vắn tắt là iPad 3) là máy tính bảng được sản xuất và phát hành bởi công ty Apple Inc.. Chiếc iPad 3 này được bổ sung thêm màn hình Retina, con chip A5X, độ phân giải màn hình HD 1080p, tương tác giọng nói và 4G.